# Major Pál (lelkész)
Major Pál (Privigye, 17. század – ?Nionica, 1710. ?) ágostai evangélikus lelkész.

## Életútja
Privigyei (Nyitra megyei) származású; szülőhelyén tanult, majd 1666. május 5-én a wittenbergi egyetemre iratkozott be. 1668-ban hazájába visszatérve, Turócszentmártonban lett rektor; innét Illavára távozott; azonban a vallásüldözés alkalmával ő is számkivetésbe ment külföldre. 1783-ban ismét visszatért és a kásói (Zemplén megye) lelkészséget foglalta el, melyet később a nozdrovicivel (Trencsén megye) majd a puchóival cserélt fel. 1707-ben mint ezen egyház lelkésze és a trencséni egyházkerület conseniora jelen volt a rózsahegyi zsinaton. 1710-ben Puchóról elüzetett és Nionicara (?) távozott, ahol meghalt.

## Munkái
- Disputatio Theologica In Symbolum Apostolicum De Ministerio Ecclesiastico, Et Ejus Effectu, Quam sub Praesidio ... Johannis Deutschmann ... publico examini submittit Respondens ... d. XIII. Julii, Anno M.D.C.LXVII. Wittebergae.
- Dissertatio Theologica De Providentia Dei. Quam ... Praeside ... Johanne Deutschmann ... Publico examini submittit ... M.D.C.LXXVIII. Uo.
- Dissertatio de principio theologiae. Respondente Francisco Zrubka. Solnae, 1669. (Ezt az értekezést mint a turócz-szent-mártoni evang. gymnasium igazgatója adta ki.)

Üdvözlő verset írt: Steller Tamás, Disputatio Theologica ... Wittebergae, 1667. c. munkájába.